# Ambroży Sansedoni
Ambroży Sansedoni (ur. 1200 w Sienie, zm. 20 marca 1286, tamże) – włoski dominikanin, błogosławiony Kościoła katolickiego.

## Życiorys
W wieku 17 lat wstąpił do zakonu dominikanów, a następnie rozpoczął studia w Paryżu, wraz ze św. Tomaszem z Akwinu. Później razem z nim wyruszył do Kolonii za św. Albertem Wielkim i tam był wykładowcą. Poświęcił się jednak głównie działalności kaznodziejskiej w Dolnej Nadrenii, a potem w Italii. Zajmował się także reformą studiów teologicznych i był mediatorem w sporach politycznych między gwelfami i gibelinami. Zmarł w wieku 86 lat. Został beatyfikowany w 1622 roku przez papieża Grzegorza XV.